# Harriet Hammond
Pour les articles homonymes, voir Hammond.
Harriet Hammond est une actrice américaine du cinéma muet, née à Bay City dans le Michigan, le 20 octobre 1899, et morte à Valley Center en Californie, le 23 septembre 1991.

## Filmographie partielle
- 1920 : Un mariage mouvementé (Down on the Farm) de Ray Grey, Erle C. Kenton et F. Richard Jones
- 1921 : Bits of Life de Marshall Neilan
- 1921 : L'Idole du village (A Small Town Idol) de Mack Sennett et Erle C. Kenton : rôle mineur non crédité
- 1922 : The Golden Gift de Maxwell Karger :  Edith Llewelyn
- 1925 : Soft Shoes de Lloyd Ingraham : Mrs. Bradley
- 1925 : Les Cadets de la mer (The Midshipman) de Christy Cabanne : Patricia Lawrence
- 1926 : Driftin' Thru de Scott R. Dunlap : la fille

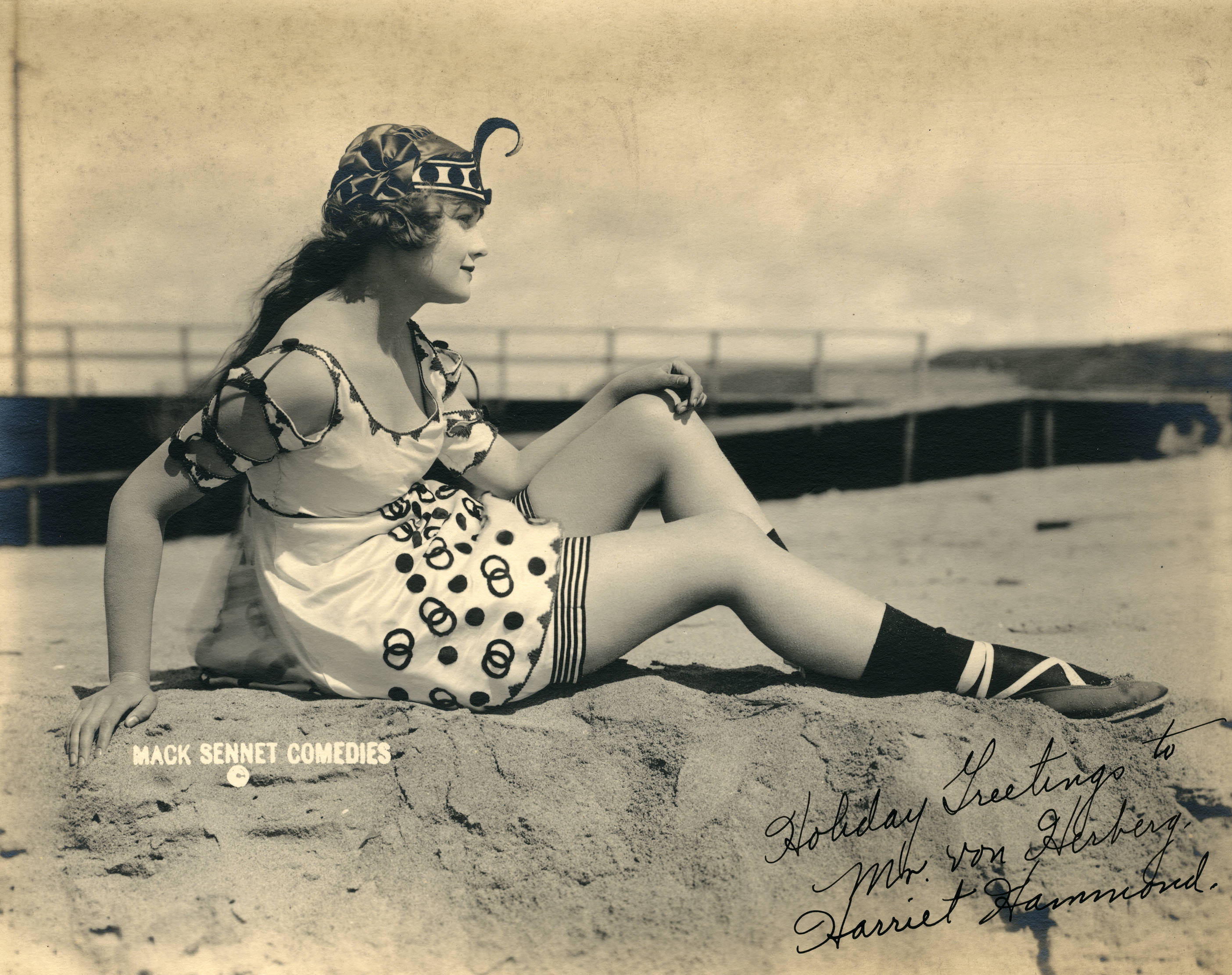
En 1919
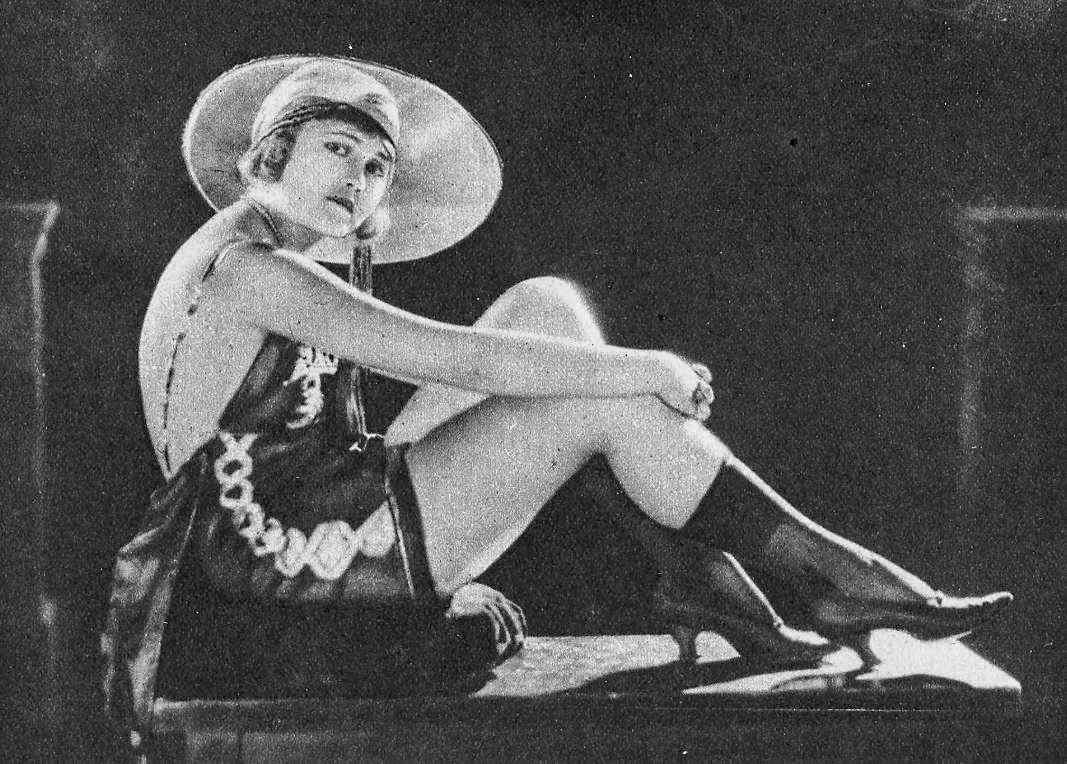
Pour la revue Shadowland (août 1920)
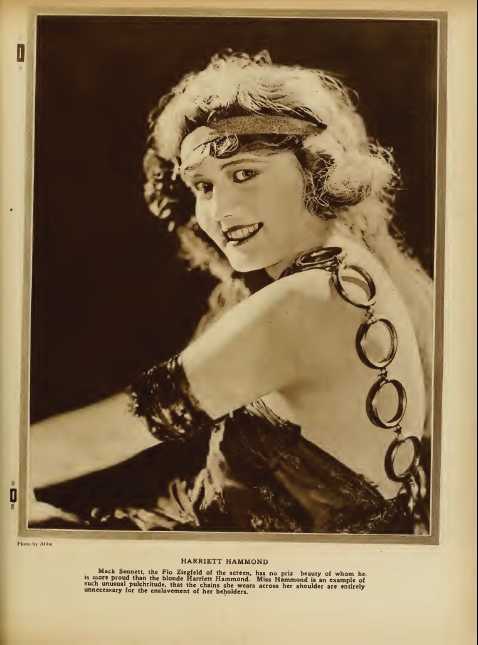
Motion Picture Classic (1920)
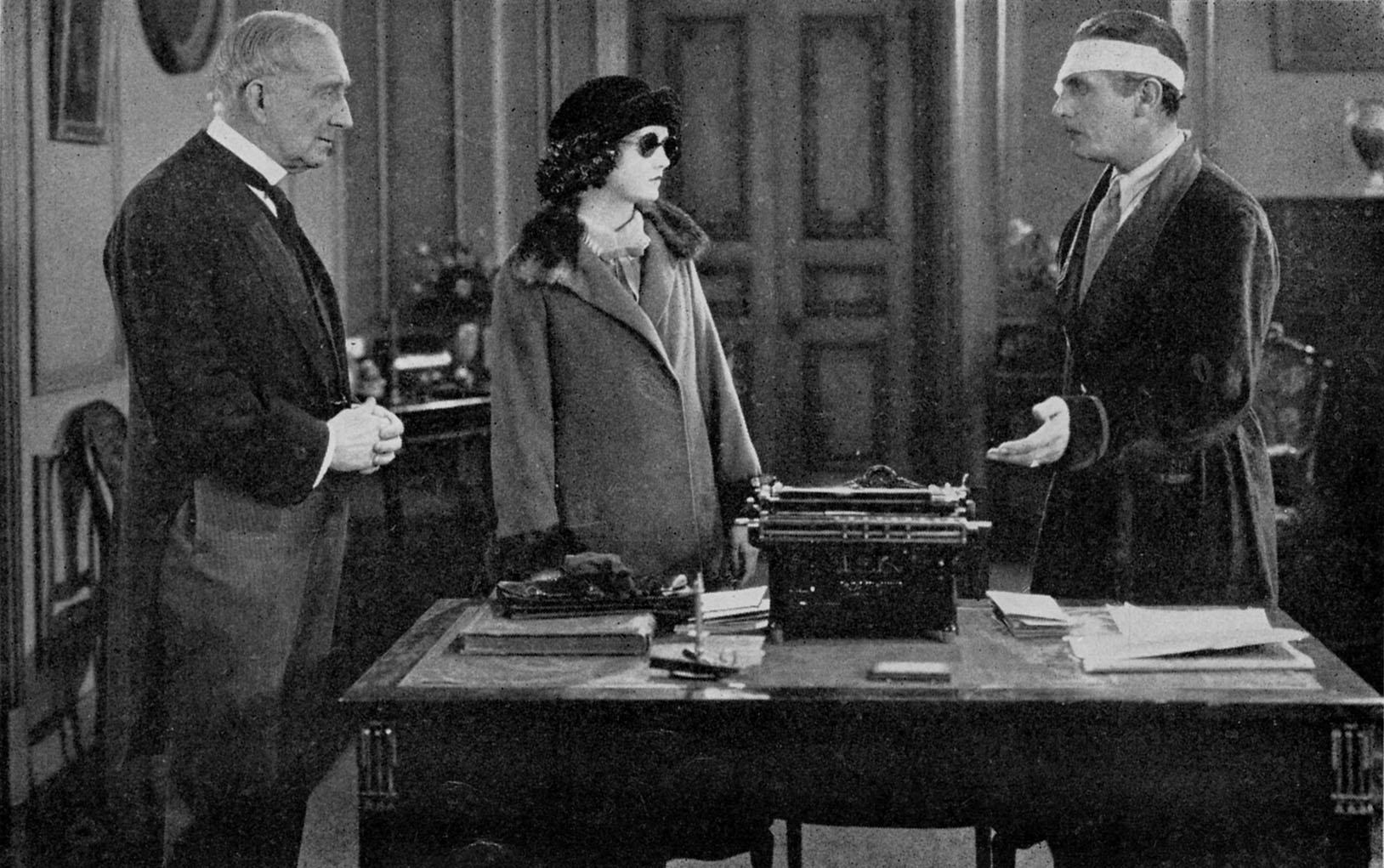
Une scène de Man and Maid avec Alec B. Francis et Lew Cody (1925)
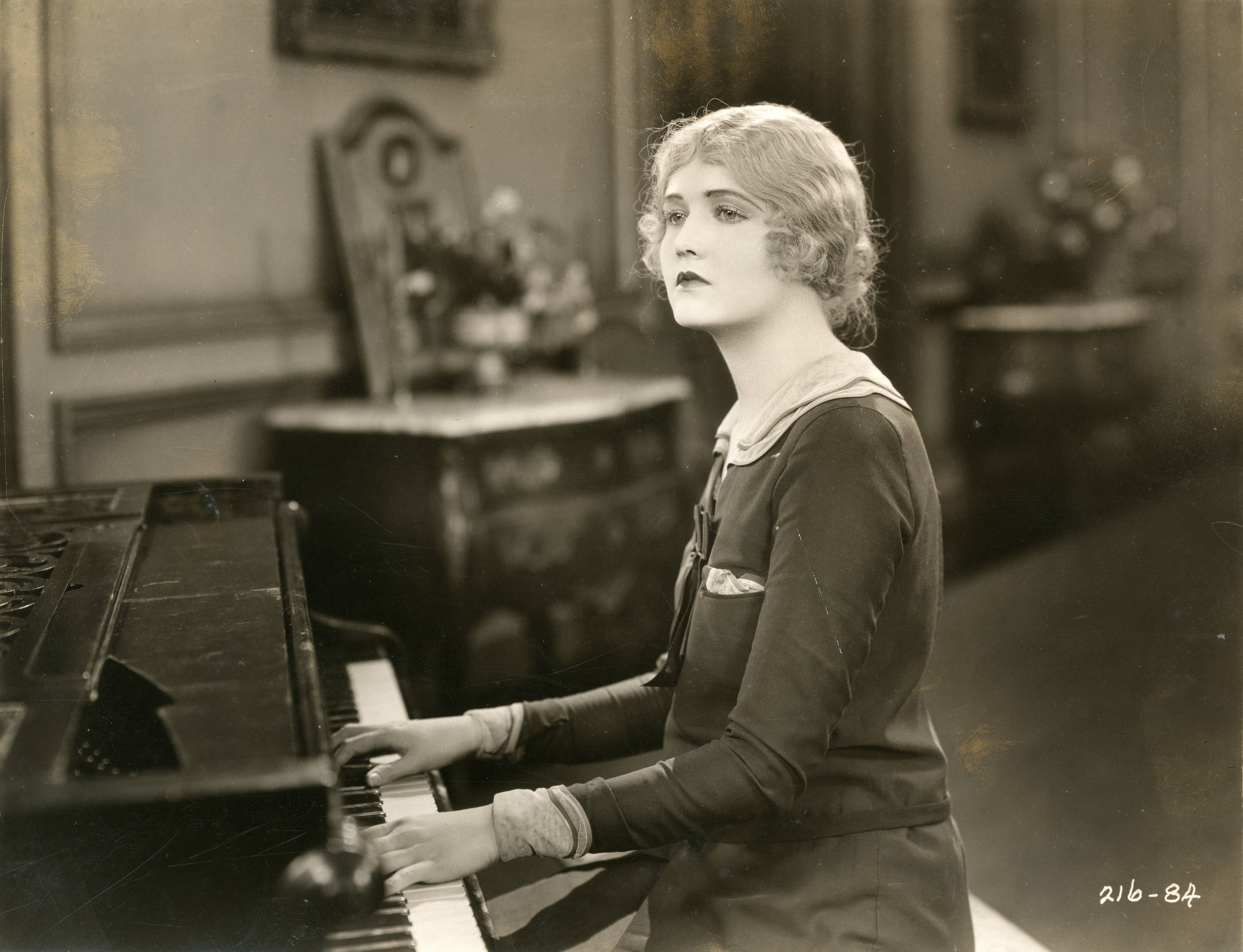
Autre scène de Man and Maid (1925)
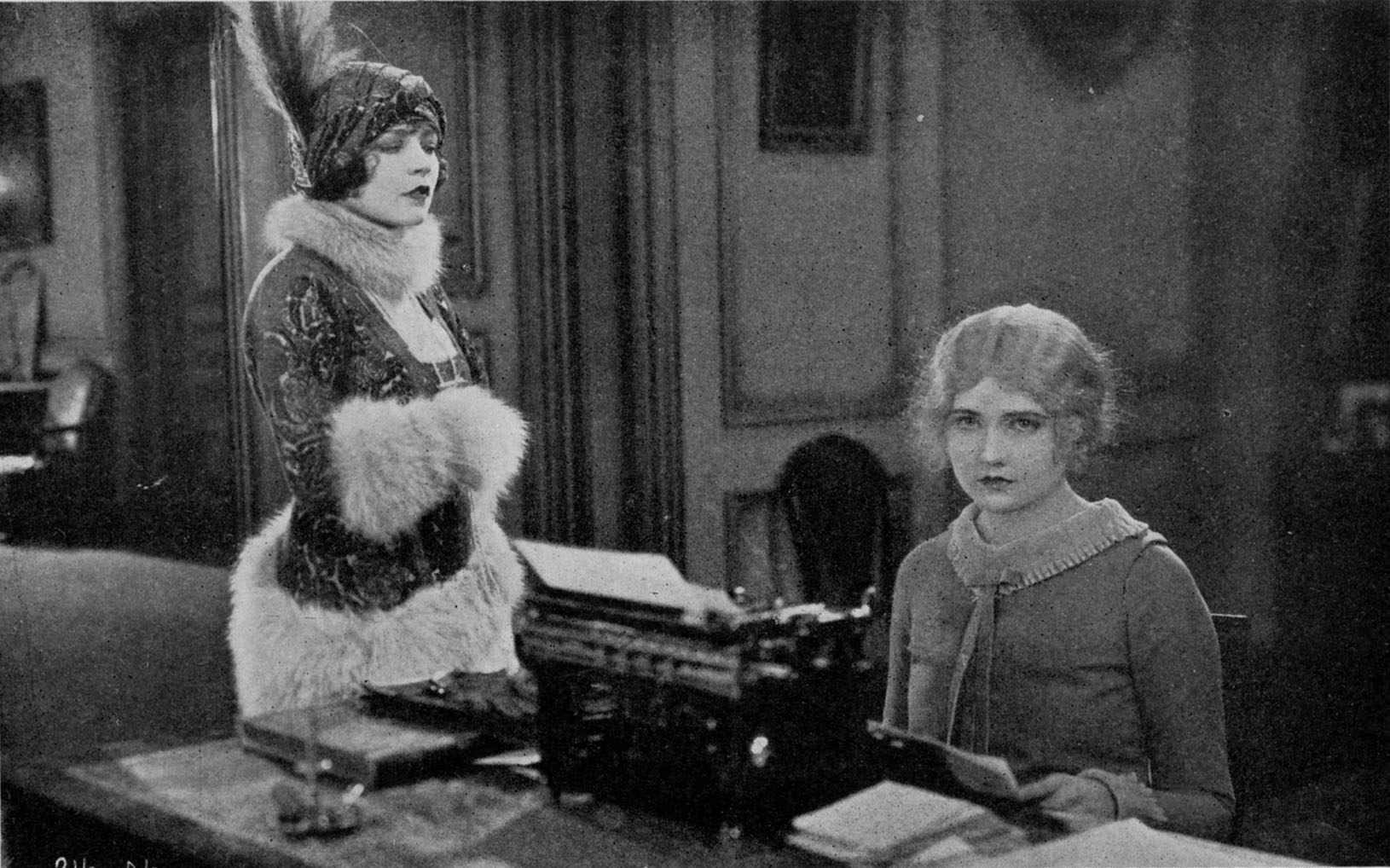
Autre scène du même film avec Renée Adorée